# Orangerie Putbus

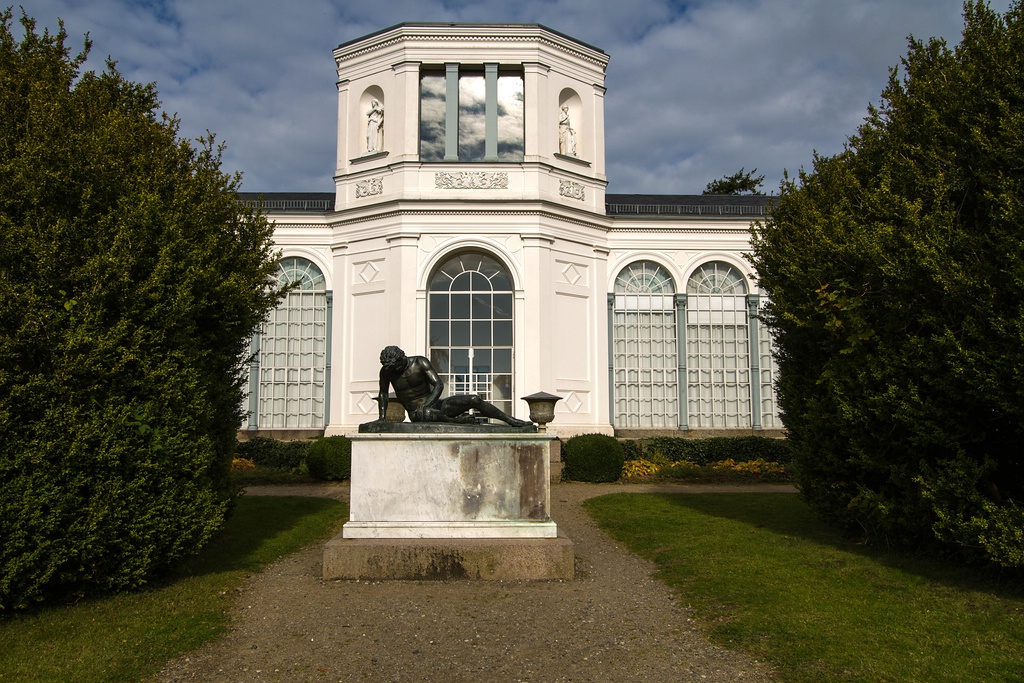
Orangerie Putbus

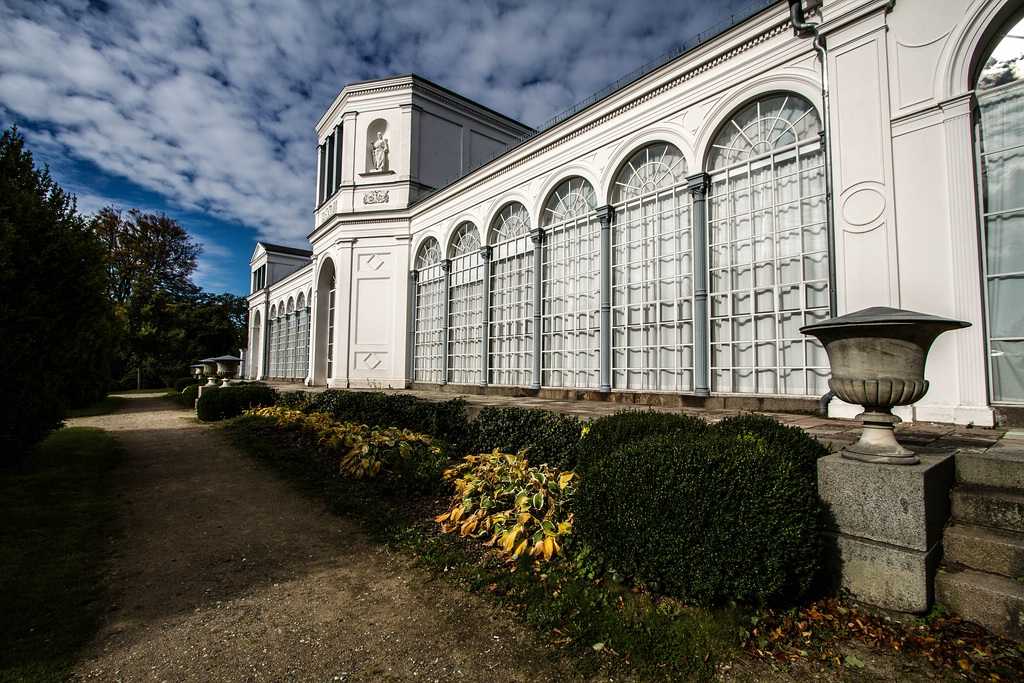
Parkseite

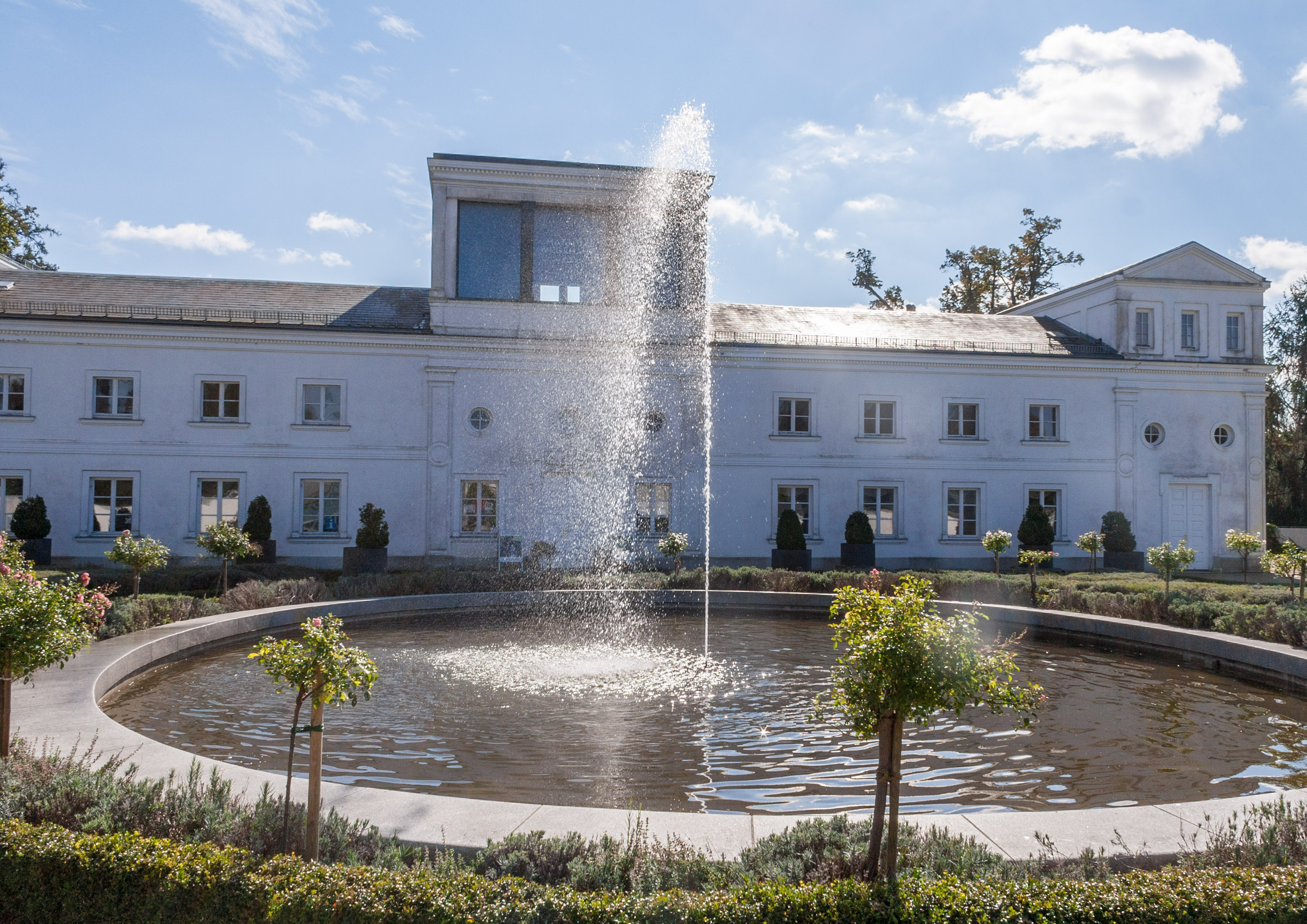
Hofseite

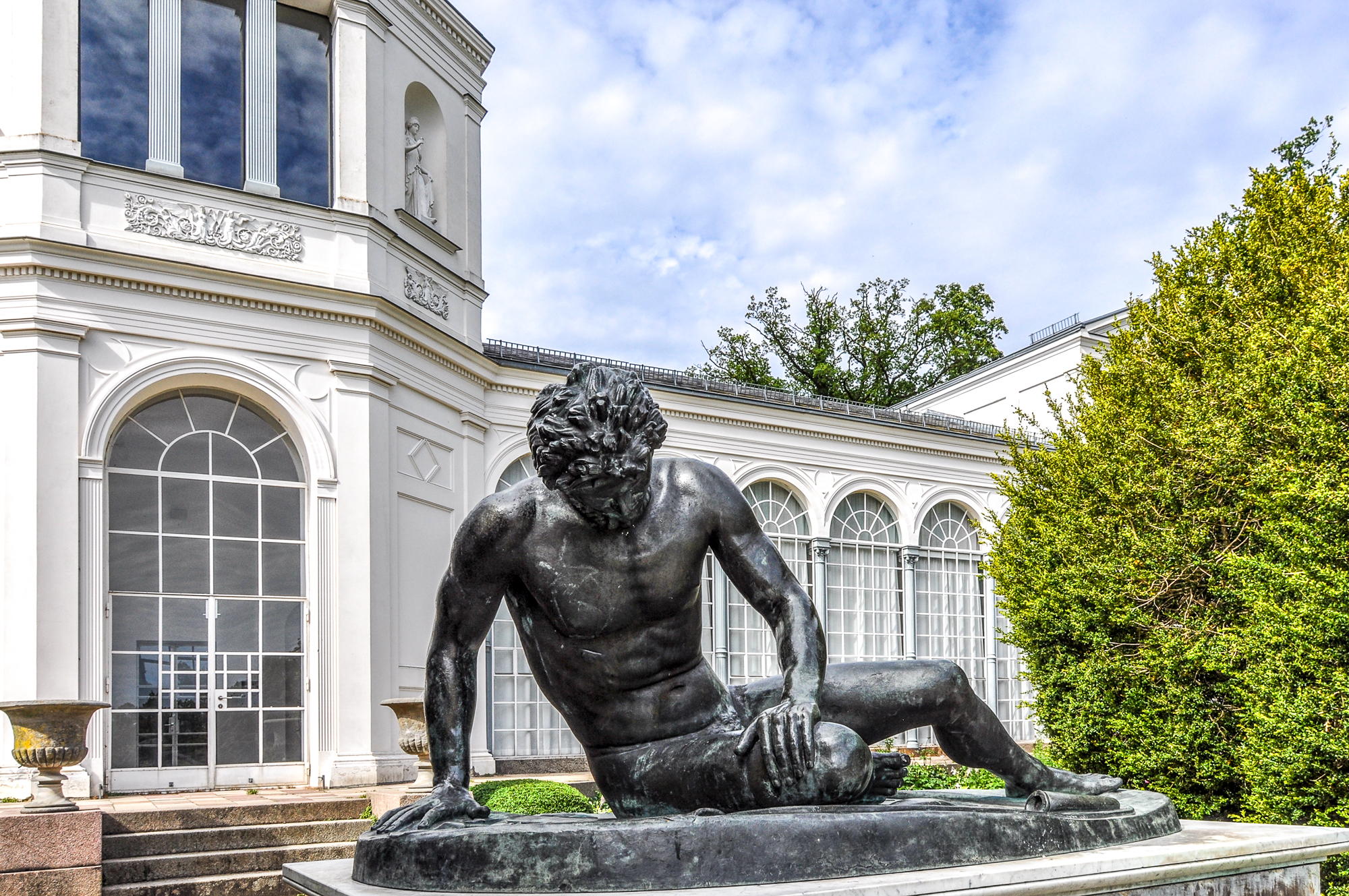
Sterbender Gallier

Die Orangerie Putbus ist ein spätklassizistisches Gebäude in Putbus. Sie wird als Galerie für Kunstausstellungen und Veranstaltungen genutzt.

## Geschichte
Im 18. Jahrhundert wurde im Auftrag des Grafen Moritz Ulrich I. zu Putbus ein Lustgarten nach französischem Vorbild angelegt. Die Orangerie oder das Treibhaus wurde anstelle des 1804/05 abgebrochenen Belvedere und eines Eiskellers (1816–1819) im Jahre 1824 möglicherweise nach Plänen Karl Friedrich Schinkels errichtet. Die heutige Orangerie entstand 1853 nach einer Umgestaltung durch den Berliner Architekten Friedrich August Stüler. Bis 1945 wurde die Orangerie hauptsächlich zur Akklimatisierung exotischer Pflanzen für den Park und als Winterquartier für die im Sommer um das Schloss aufgestellten Kübelpflanzen verwendet. Darüber hinaus diente das Bauwerk auch als Festsaal. Nach 1945 wurden die Räume teilweise als Wohnraum für Umsiedlerfamilien verwendet. Ab 1973 wurden Räume in der Orangerie durch die Stadtbibliothek und die Kurverwaltung genutzt. In einem Teil der Räume wurde mit der Ausstellungstätigkeit begonnen. Zu Beginn des Jahres 1996 wurde in einer Bauzeit von 16 Wochen das Hauptgebäude weitgehend rekonstruiert und am 24. Mai 1996 seiner Bestimmung als Zentrum für Kunstausstellungen der Insel Rügen übergeben.

## Architektur
Das Bauwerk ist ein langgestrecktes Galeriegebäude, das als Putzbau mit flachem Satteldach ausgeführt ist. Auf der Parkseite ist die Mitte durch einen vorspringenden Risalit mit Obergeschoss und abgeschrägten Ecken betont, an beiden Seiten sind flache Risalite mit einfacheren Ädikula-Aufbauten angeordnet. Die dazwischenliegenden sechsachsigen Galeriefronten sind fast völlig in große Rundbogenfenster aufgelöst und werden nur von schlanken, gusseisernen Säulen gegliedert. Am Mittelrisalit ist das Obergeschoss an den abgeschrägten Ecken mit Nischen bereichert, in denen Nikefiguren in Zinkguss stehen. Die entsprechenden Flächen im Erdgeschoss sind mit ornamental verputzten Feldern versehen.
Die Hofseite ist als schlichter wohlproportionierter Putzbau ausgeführt, bei dem der Mittelteil und beide Seiten durch flache Pilaster abgesetzt sind. Während die Vorderfront einzonig aufgebaut ist, ist die Rückfront zweizonig gegliedert und nur durch relativ kleine Fenster geöffnet. Mittelportale an den Risaliten erschließen das Bauwerk an der Rückseite. Ungeachtet des spätklassizistischen Baustils erweist sich das Bauwerk als funktionell und mit den damals verfügbaren industriellen Mitteln (Gusseisen) gestaltet.
Die zweigeschossige Hofseite ist im Erdgeschoss mit einem Raum für Trauungen eingerichtet. Der Eingang zur Hofseite wird durch zwei eingeschossige Torhäuser mit Satteldach und Rundbogenfenstern flankiert, in denen ein Café und die Schauwerkstatt einer Töpferei eingerichtet sind. Die Torpfeiler tragen bekrönende Adler aus Gusseisen. Vor dem Mittelrisalit auf der Parkseite ist eine Nachbildung der Figur des Sterbenden Galliers aufgestellt.